# Liste bekannter Golfspieler
Auflistung bekannter und erfolgreicher Golfer und Golferinnen:
- Turniersieger im Rahmen der International Federation of PGA Tours. Damit wird der Großteil der relevanten Golfsportler ab ca. 1970 erfasst.
- Sieger eines Major-Turniers. Deckt zusätzlich den Zeitraum von 1860 bis 1960 ab, wo es noch keine sanktionierten Turnierserien gab.
- Mitglieder der World Golf Hall of Fame. Enthält die erfolgreichsten Golfspieler aller Zeiten sowie Personen, die relevante Leistungen außerhalb von sportlichen Wettkämpfen erbracht haben.
- und jene, über die schon ein für relevant befundener Artikel verfasst worden ist.

## A
- Helen Alfredsson (SWE, * 1965)
- Robert Allenby (AUS, * 1971)
- Stephen Ames (CAN, * 1964)
- Willie Anderson (USA, 1879–1910)
- Billy Andrade (USA, * 1964)
- Isao Aoki (JPN, * 1942)
- Stuart Appleby  (AUS, * 1971)
- Phillip Archer (GB, * 1972)
- Tommy Armour (GB, 1894–1968)
- Mike Austin (USA, 1910–2005)
- Paul Azinger (USA, * 1960)

## B
- Aaron Baddeley (AUS, * 1981)
- John Ball (GB, 1862–1940)
- Ian Baker-Finch (AUS, * 1960)
- Seve Ballesteros (Spanien, 1957–2011)
- Rich Beem (USA, * 1970)
- Patty Berg (USA, 1918–2006)
- Roberto Bernardini (ITA, * 1944)
- John Bickerton (GB, * 1969)
- Thomas Bjørn (Dänemark, * 1971)
- Grégory Bourdy (Frankreich, * 1982)
- James Braid (GB, 1870–1950)
- Markus Brier (AUT, * 1968)
- Paul Broadhurst (GB, * 1965)
- Olin Browne (USA, * 1959)
- Bart Bryant (USA, 1962–2022)

## C
- Ángel Cabrera (ARG, * 1969)
- Rafael Cabrera-Bello (Spanien, * 1984)
- Mark Calcavecchia (USA, * 1960)
- Chad Campbell (USA, * 1974)
- Michael Campbell (NZ, * 1969)
- Emanuele Canonica (ITA, * 1971)
- Joe Carr (Irland, 1922–2004)
- David Carter (GB, * 1972)
- Paul Casey (GB, * 1977)
- Billy Casper (USA, 1931–2015)
- Alex Cejka (D, * 1970)
- Christian Cévaër (FRA, * 1970)
- Choi Kyung-Ju (KOR, * 1970)
- Stewart Cink (USA, * 1973)
- Tim Clark (Südafrika, * 1975)
- Darren Clarke (GB, * 1968)
- José Coceres (Argentinien, * 1963)
- Neil Coles (GB, * 1934)
- Nicolas Colsaerts (Belgien, * 1982)
- John Cook (USA, * 1957)
- Sir Henry Cotton (GB, 1907–1987)
- Fred Couples (USA, * 1959)
- Ben Crane (USA, * 1976)
- Ben Crenshaw (USA, * 1952)
- Ben Curtis (USA, * 1977)
- Margaret Curtis (USA, 1883–1965)

## D
- John Daly (USA, * 1966)
- Baldovino Dassu (ITA, * 1952)
- Laura Davies (GB, * 1963)
- Robert-Jan Derksen (NL, * 1974)
- Roberto DeVicenzo (ARG, 1923–2017)
- Chris DiMarco (USA, * 1968)
- Stephen Dodd (GB, * 1966)
- Luke Donald (GB, * 1977)
- Nick Dougherty (GB, * 1982)
- Bradley Dredge (GB, * 1973)
- Victor Dubuisson (F, * 1990)
- Jason Dufner (USA, * 1977)
- Tom Dunn (GB, 1850–1902)
- Willie Dunn Jr. (GB, 1865–1952)
- Willie Dunn Sr. (GB, 1821–1880)
- Joe Durant (USA, * 1964)
- David Duval (USA, * 1971)
- Simon Dyson (GB, * 1977)

## E
- Martina Eberl (D, * 1981)
- Johan Edfors (SWE, * 1975)
- Steve Elkington (AUS, * 1962)
- Ernie Els (Südafrika, * 1969)
- Stefanie Endstrasser (Österreich, * 1986)
- Martin Erlandsson (SWE, * 1974)

## F
- Nick Faldo (GB, * 1957)
- Niclas Fasth (Schweden, * 1972)
- Brad Faxon (USA, * 1961)
- Gonzalo Fernández-Castaño (Spanien, * 1980)
- Kenneth Ferrie (GB, * 1978)
- Thomas Feyrsinger (AUT, * 1976)
- Darren Fichardt (Südafrika, * 1975)
- Ross Fisher (GB, * 1980)
- Steve Flesch (USA, * 1967)
- Raymond Floyd (USA, * 1942)
- Alastair Forsyth (GB, * 1976)
- Rickie Fowler (USA, * 1988)
- Carlos Franco (Paraguay, * 1965)
- Marcus Fraser (AUS, * 1978)
- David Frost (Südafrika, * 1959)
- Keiichirō Fukabori (JPN, * 1968)
- Pierre Fulke (SWE, * 1971)
- Fred Funk (USA, * 1956)
- Jim Furyk (USA, * 1970)

## G
- Sandra Gal (D, * 1985)
- Sergio García (Spanien, * 1980)
- Ignacio Garrido (Spanien, * 1972)
- Oswald Gartenmaier (Österreich, 1948–2010)
- Nicole Gergely (Österreich, * 1984)
- Torsten Giedeon (Deutschland, * 1957)
- Lucas Glover (USA, * 1979)
- Retief Goosen (Südafrika, * 1969)
- Jason Gore (USA, * 1974)
- Richard Green (AUS, * 1971)
- Mathias Grönberg (Schweden, * 1970)
- Sophie Gustafson (Schweden, * 1973)
- Peter Gustafsson (Schweden, * 1976)

## H
- Bill Haas (USA, * 1982)
- Jay Haas (USA, * 1953)
- Joakim Haeggman (Schweden, * 1969)
- Walter Hagen (USA, 1892–1969)
- Todd Hamilton (USA, * 1965)
- Anders Hansen (Dänemark, * 1970)
- Søren Hansen (Dänemark, * 1974)
- Peter Hanson (Schweden, * 1977)
- Pádraig Harrington (Irland, * 1971)
- Grégory Havret (FRA, * 1976)
- Peter Hedblom (SWE, * 1970)
- J. J. Henry (USA, * 1975)
- Mark Hensby (AUS, * 1971)
- Tim Herron (USA, * 1970)
- Hur Suk-ho (KOR, * 1973)
- Ben Hogan (USA, 1912–1997)
- David Horsey (GB, * 1985)
- J. B. Holmes (USA, * 1982)
- David Howell (GB, * 1975)
- Charles Howell III (USA, * 1979)
- Brian Huggett (GB, 1936–2024)
- John Huston (USA, * 1961)
- Horace Hutchinson (GB, 1859–1932)

## I
- Mikko Ilonen (FIN, * 1979)
- Ryuji Imada (JAP, * 1976)
- Trevor Immelman (Südafrika, * 1979)
- Juli Inkster (USA, * 1960)
- Ryō Ishikawa (JAP, * 1991)
- Hale Irwin (USA, * 1945)

## J
- Tony Jacklin (GB, * 1944)
- Fredrik Jacobson (Schweden, * 1974)
- Raphaël Jacquelin (FRA, * 1974)
- Thongchai Jaidee (Thailand, * 1969)
- Mark James (GB, * 1953)
- Lee Janzen (USA, * 1964)
- Miguel Angel Jiménez (Spanien, * 1964)
- Brandt Jobe (USA, * 1965)
- Per-Ulrik Johansson (Schweden, * 1966)
- Zach Johnson (USA, * 1976)
- Tony Johnstone (Simbabwe, * 1956)
- Bobby Jones (USA, 1902–1971)
- Steve Jones (USA, * 1958)

## K
- Robert Karlsson (Schweden, * 1969)
- Shingo Katayama (JPN, * 1973)
- Jonathan Kaye (USA, * 1970)
- Martin Kaymer  (D, * 1984)
- Simon Khan (GB, * 1972)
- Anthony Kim (USA, * 1985)
- Tom Kite (USA, * 1949)
- Søren Kjeldsen (Dänemark, * 1975)
- Matt Kuchar (USA, * 1978)

## L
- Maarten Lafeber (NL, * 1974)
- Barry Lane (GB, 1960–2022)
- Bernhard Langer (D, * 1957)
- José Manuel Lara (Spanien, * 1977)
- Pablo Larrazábal (Spanien, * 1983)
- Paul Lawrie (SCO, * 1969)
- Peter Lawrie (IRL, * 1974)
- Stephen Leaney (AUS, * 1969)
- Tom Lehman (USA, * 1959)
- Justin Leonard (USA, * 1972)
- Thomas Levet (F, * 1968)
- Bobby Locke (Südafrika, 1917–1987)
- Peter Lonard (AUS, * 1967)
- Nancy Lopez (USA, * 1957)
- Davis Love III (USA, * 1964)
- Santiago Luna (Spanien, * 1962)
- Sandy Lyle (GB, * 1958)
- David Lynn (GB, * 1973)

## M
- Graeme McDowell (GB, * 1979)
- Paul McGinley (Irland, * 1966)
- Damien McGrane (Irland, * 1971)
- Rory McIlroy (Nordirland, * 1989)
- Mark McNulty (Simbabwe, * 1953)
- Hunter Mahan (USA, * 1982)
- Matteo Manassero (Italien, * 1993)
- Andrew Marshall (GB, * 1973)
- Miguel Ángel Martín (Spanien, * 1962)
- Shigeki Maruyama (JPN, * 1969)
- Arnaud Massy (FRA, 1877–1950)
- Billy Mayfair (USA, * 1966)
- Shaun Micheel (USA, * 1969)
- Stefanie Michl (AUT, * 1986)
- Phil Mickelson (USA, * 1970)
- Edoardo Molinari (Italien, * 1981)
- Francesco Molinari (Italien, * 1982)
- Anja Monke (D, * 1977)
- Colin Montgomerie (GB, * 1963)
- Adrien Mörk (FRA, * 1979)
- Old Tom Morris (GB, 1821–1908)
- Young Tom Morris (GB, 1851–1875)

## N
- Jack Nicklaus (USA, * 1940)
- Byron Nelson (USA, 1912–2006)
- Greg Norman (AUS, * 1955)
- Norman von Nida (AUS, 1914–2007)

## O
- Lorena Ochoa (MEX, * 1981)
- Nick O’Hern (AUS, * 1971)
- Peter O’Malley (AUS, * 1965)
- Mark O’Meara (USA, * 1957)
- Arron Oberholser (USA, * 1975)
- Geoff Ogilvy (AUS, * 1977)
- José Maria Olazábal (Spanien, * 1966)
- Andrew Oldcorn (GB, * 1960)
- Peter Oosterhuis (GB, 1948–2024)
- Gary Orr (GB, * 1967)
- Francis Ouimet (USA, 1893–1967)
- Greg Owen (GB, * 1972)
- Masashi „Jumbo“ Ozaki (JPN, * 1947)
- Naomichi „Joe“ Ozaki (JPN, * 1956)

## P
- Juvic Pagunsan (Philippinen, * 1978)
- Se Ri Pak (Südkorea, * 1977)
- Arnold Palmer (USA, 1929–2016)
- Rod Pampling (AUS, * 1969)
- Mungo Park (GB, 1835–1904)
- Willie Park Jr. (GB, 1864–1925)
- Willie Park Sr. (GB, 1834–1903)
- Florentyna Parker (GB, * 1989)
- Jesper Parnevik (Schweden, * 1965)
- Craig Parry (AUS, * 1966)
- Corey Pavin (USA, * 1959)
- Kenny Perry (USA, * 1960)
- Gary Player (Südafrika, * 1935)
- Ian Poulter (GB, * 1976)
- Clemens Prader (AUT, * 1979)
- Florian Prägant (AUT, * 1983)
- Nick Price (Simbabwe, * 1957)

## Q
- Álvaro Quirós García (ESP, * 1983)

## R
- Jyoti Randhawa (Indien, * 1972)
- Anna Rawson (Australien, * 1981)
- Ted Ray (GB, 1877–1943)
- Dai Rees (GB, 1913–1983)
- Jean-François Remésy (FRA, * 1964)
- Loren Roberts (USA, * 1955)
- Allan Robertson (GB, 1815–1859)
- Costantino Rocca (ITA, * 1956)
- Robert Rock (GB, * 1977)
- Mark Roe (GB, * 1963)
- Bill Rogers (USA, * 1951)
- Andrés Romero (ARG, * 1981)
- Eduardo Romero (ARG, 1954–2022)
- Justin Rose (GB, * 1980)
- Brett Rumford (AUS, * 1977)

## S
- Rory Sabbatini (Südafrika, * 1976)
- Jarmo Sandelin (Schweden, * 1967)
- Sophie Sandolo (ITA, * 1976)
- Gene Sarazen (USA, 1902–1999)
- Xander Schauffele (USA, * 1993)
- Charl Schwartzel (Südafrika, * 1984)
- Adam Scott (Australien, * 1980)
- Patty Sheehan (USA, * 1956)
- Marcel Siem (D, * 1980)
- Webb Simpson (USA, * 1985)
- Jeev Milkha Singh (Indien, * 1971)
- Vijay Singh (Fiji, * 1963)
- Sam Snead (USA, 1912–2002)
- Brandt Snedeker (USA, * 1980)
- Annika Sörenstam (Schweden, * 1970)
- Jamie Spence (GB, * 1963)
- Eva Steinberger (AUT, * 1983)
- Roland Steiner (AUT, * 1984)
- Payne Stewart (USA, 1957–1999)
- Richard Sterne (Südafrika, * 1981)
- Graeme Storm (GB, * 1978)
- Curtis Strange (USA, * 1955)
- Steve Stricker (USA, * 1967)
- Sven Strüver (D, * 1967)
- Louise Suggs (USA, 1923–2015)
- Kevin Sutherland (USA, * 1964)
- Hal Sutton (USA, * 1958)

## T
- Hideto Tanihara (JPN, * 1978)
- John Henry Taylor (GB, 1871–1963)
- Vaughn Taylor (USA, * 1976)
- Peter Thomson (AUS, 1929–2018)
- Sam Torrance (GB, * 1953)
- David Toms (USA, * 1967)
- Walter J. Travis (USA, 1862–1927)
- Manuel Trappel (AUT, * 1989)
- Lee Trevino (USA, * 1939)
- Bob Tway (USA, * 1959)

## V
- Daniel Vancsik (ARG, * 1977)
- Jean Van de Velde (FRA, * 1966)
- Harry Vardon (GB, 1870–1937)
- Scott Verplank (USA, * 1964)
- Camilo Villegas (COL, * 1982)

## W
- Johnson Wagner (USA, * 1980)
- Duffy Waldorf (USA, * 1962)
- Anthony Wall (GB, * 1975)
- Marc Warren (GB, * 1981)
- Bubba Watson (USA, * 1978)
- Tom Watson (USA, * 1949)
- Karrie Webb (Australien, * 1974)
- Steve Webster (GB, * 1975)
- Boo Weekley (USA, * 1973)
- Mike Weir (CAN, * 1970)
- Lee Westwood (GB, * 1973)
- Joyce Wethered (GB, 1901–1997)
- Brett Wetterich (USA, * 1973)
- Kathy Whitworth (USA, 1939–2022)
- Michelle Wie (USA, * 1989)
- Martin Wiegele (AUT, * 1978)
- Bernd Wiesberger, (AUT, * 1985)
- Danny Willett (GB, * 1987)
- Thaworn Wiratchant (Thailand, * 1966)
- Tiger Woods (USA, * 1975)
- Ian Woosnam (GB, * 1958)
- Mickey Wright (USA, 1935–2020)

## Y
- Yang Yong-eun (Südkorea, * 1972)

## Z
- Babe Zaharias (USA, 1911–1956)
- Zhang Lian-wei (China, * 1965)
- Niki Zitny (AUT, * 1973)
- Fuzzy Zoeller (USA, * 1951)